# Jayne Svenungsson
Jayne Svenungsson (Trollhättan, 9 de dezembro de 1973) é uma teóloga sueca, professora de Teologia Sistemática na Universidade de Lund, membra da Academia Sueca desde 2017.

Tem dedicado grande interesse à questão da ”noção de Deus, na perspetiva da história das ideias”.

## Academia Sueca
Jayne Svenungsson ocupa a cadeira 9 da Academia Sueca, a partir de 20 de dezembro de 2017.